# 内藤靖雄
内藤 靖雄（ないとう やすお、1942年11月28日 - ）は、日本の競歩選手である。
1964年東京オリンピックで男子20キロ競歩に出場した。 

## 経歴
広島県出身。東洋工業技能者養成所卒業。東洋工業（現在のマツダ）に所属。
1964年、第27回東京選手権で20000メートル競歩（トラック種目）に出場、1時間37分04秒8の記録を残す。1964年東京オリンピックで男子20km競歩に出場したが、途中棄権。
2021年現在、広島市陸上競技協会の役員を務める。

## 主な記録
- 1962年
  - 第17回国民体育大会 20km競歩 5位 1時間46分00秒0[9]:96
- 1964年
  - 第19回国民体育大会 20km競歩 2位 1時間40分59秒2[9]:113
  - 第27回東京選手権 20000メートル競歩 1時間37分04秒8[5]
  - 東京オリンピック 20km競歩 途中棄権[6]